# Kasos
Kasos (Grieks: Κάσος; Italiaans: Caso) is een eiland dat behoort tot Griekenland en is het meest zuidelijke eiland van de eilandengroep Dodekanesos, gelegen 7 km ten zuidwesten van het eiland Karpathos. Fry was tot einde 2010 de hoofdstad van het eiland en ligt aan de Bouka baai. Aan de oostkust ligt de plaats Borios.
De Feniciërs zouden de eerste inwoners zijn geweest van dit eiland. Dit staat in de 'Catalogus van de Griekse steden' van Homerus, die aan de Trojaanse Oorlog deelnamen.
Het is een bergachtig eiland en heeft een rotsachtige kustlijn met enkele stranden. De drie voornamelijke stranden van het eiland zijn bij Ammouda, Emborios en Fry.
Kasos is een gemeente (dimos) in de Griekse bestuurlijke regio (periferia) Zuid-Egeïsche Eilanden.

## Historie
In de 18e eeuw begon het eiland met een eigen koopvaardijvloot en is hierdoor rijk geworden van de handel. In 1821 tijdens de Griekse Onafhankelijkheidsoorlog namen de Turken en Egyptenaren revanche op het eiland, staken alles in brand en slachtten de bevolking af. Enkele mensen hebben dit drama overleefd.

## Grot
De stalactieten van de grot Sellai met een diepte van 30 meter en een breedte van 8 meter.